# 小岔沟革命旧址
小岔沟革命旧址，位于宁夏回族自治区固原市彭阳县小岔乡，是中华人民共和国宁夏回族自治区文物保护单位之一。
2005年9月15日，授予宁夏回族自治区文物保护单位，是一座近现代重要史迹及代表性建筑。